# Спарто
Спарто (грч. Σπάρτο) је насељено место у општини Кожани у периферији Западна Македонија, Грчка. Према попису из 2021. године било је 99 становника.
Према бугарском географу и историчару, Василу Канчову, у Спарту је 1900. године живео 520 Турака. Године 1923. турско становништво је принудно исељено у Турску а на њихово место су насељене грчке избегличке породице, којих је на попису из 1928. године било 275. Село се раније звало Салтакли.